# Na tropach Smętka
Na tropach Smętka – powieść reportażowa Melchiora Wańkowicza, po raz pierwszy wydana w 1936. Jak podawał sam autor, był to jego pierwszy duży utwór, powstały ze świadomym zamiarem literackim.

## Charakterystyka
Wańkowicz opisuje w powieści swój pobyt latem 1935 r. w ówczesnych Prusach Wschodnich. Obejmował on spływ kajakiem „Kuwaka” z młodszą córką Martą „Tili” Wańkowiczówną po rzekach i jeziorach Pojezierza Mazurskiego oraz objazd samochodem pozostałych terenów Warmii i Mazur. Podróż jest pretekstem i kanwą dla historycznych, politycznych i filozoficznych rozważań o przeplatających się, skomplikowanych na przestrzeni wieków (od „wczesnych” Krzyżaków do „wczesnych” hitlerowców) losach mieszkańców tych ziem: Mazurów, Polaków i Niemców.
Opisy eskalującej przemocy i nienawiści do rdzennej, polskojęzycznej ludności mazurskiej ze strony ludności pochodzenia niemieckiego pomagają zrozumieć, co działo się w tym narodowościowym tyglu w przededniu wybuchu II wojny światowej. Powieść pozwala także zrozumieć, dlaczego wynik plebiscytu w 1920 r. był klęską polskości na tych ściśle z Polską związanych terenach.
Powodzenie książki było ogromne. Miała ona w ciągu niepełnych czterech lat aż dziewięć wydań. Ostatnie, dziewiąte wydanie przedwojenne Niemcy zagarnęli wprost z maszyn drukarni w Bydgoszczy. „Na tropach Smętka” zostało uznane za najwybitniejszy tom reportażowy dwudziestolecia międzywojennego.

## Odbiór i konsekwencje
„Wobec jawnej wrogości autora” Gestapo zakazało wydawania książki Wańkowicza w Niemczech. Po wybuchu II wojny światowej już w czasie kampanii wrześniowej Wańkowicz był intensywnie poszukiwany przez Niemców w związku z autorstwem tej powieści. Wańkowicz udał się do Rumunii. Swoją emigrację opisał w powojennym Zielu na kraterze.
W 1945 r. znaleziony został egzemplarz niemieckiego tłumaczenia Na tropach Smętka, wydanego przez Związek Niemieckiego Wschodu z dopiskiem „Streng vertraulich” (ściśle tajne). Przeznaczone ono było do rozprowadzania wyłącznie wśród zaufanych działaczy i osobistości celem zaznajomienia się przez nich z „polskimi metodami walki narodowościowej”.
Pierwsze wydanie powojenne książki, w nakładzie 20 tys. egzemplarzy, pojawiło się w 1958 r. Wydanie drugie, z 1959 r., zostało zaopatrzone w wyjaśnienie autora, w którym ustosunkował się on do zarzutów, jakoby jego reportaż przyczynił się do maltretowania i terroryzowania przez Niemców mieszkańców Warmii i Mazur, o których pisał. Zamieszczone w wyjaśnieniu pismo byłego Kierownika Naczelnego Związku Polaków w Niemczech, dra Jana Kaczmarka, całkowicie obala te zarzuty.
W 1976 r. przed Sądem Najwyższym zakończyła się rozprawa wytoczona przez Wańkowicza Tadeuszowi Walichnowskiemu, autorowi książki „Warmia, Mazury, Powiśle”. Walichnowski zarzucał pisarzowi, iż jego Na tropach Smętka przyczyniło się do śmierci i cierpień wielu osób, w zamian za co pisarz zyskał sławę i majątek. Sąd całkowicie oczyścił Wańkowicza z tych zarzutów, uznając je za bezpodstawne.
Leon Sobociński w swoim, nawiązującym do dzieła Wańkowicza, zbiorze reportaży Na gruzach Smętka (1947) napisał: „rażące dla ucha i fonetycznie po prostu nie zrozumiałe jest zestawienie dźwięcznego, sentymentalnego prawie imienia Smętka z tą rolą, jaką mu każe Wańkowicz odgrywać w służbie swastyki. Nie, Smętek brzydziłby się taką robotą. I ta ohydna rola Smętka, podana sugestywnie, zamazała jego polskie oblicze i przyczyniła się do powstania w umysłach polskich germańskiego kompleksu smętkowego”.